# Лангсдорф, Ганс
Ганс Вильгельм Лангсдорф (нем. Hans Wilhelm Langsdorff; 20 марта 1894, Берген-на-Рюгене, Германия — 20 декабря 1939, Буэнос-Айрес, Аргентина) — немецкий военно-морской деятель, капитан 1-го ранга, командир линейного крейсера «Адмирал Граф Шпее».

## Карьера
Лангсдорф родился 20 марта 1894 года в Бергене на острове Рюген. Он был старшим сыном в семье со строгими и религиозными традициями. В 1898 году семья переехала в Дюссельдорф, где они были соседями семьи графа Максимилиана фон Шпее, который стал немецким героем (поплатившись при этом своей жизнью и жизнью всей команды) в битве у Фолклендских островов в 1914 году. Под влиянием соседей, Лангсдорф поступил в Военно-морскую академию в Киле вопреки воле своих родителей в 1912 году.
Во время Первой мировой войны, уже лейтенант Лангсдорф получил Железный крест 2-го класса в Ютландском сражении в 1916 году, а затем служил на тральщике всю оставшуюся часть войны. Он получил позднее Железный крест 1-го класса, но точная дата награждения неизвестна.
В 1923 году, проходя службу в размещённом в то время в Дрездене штабе флота, Лангсдорф встретил Руфь Хагер, на которой женился в марте 1924 года, 14 декабря у них родился сын Иоганн. В октябре 1925 года, Лангсдорф был отправлен в министерство обороны в Берлине для координации отношений между флотом и армией. В 1927 году он был отправлен командовать флотилией торпедных катеров, а в апреле 1930 года он был произведён в капитан-лейтенанты. В 1931 году он был отозван в Берлин, а его организаторские способности стали известны и оценены.
После прихода к власти нацистов, в 1934 году Лангсдорф просился остаться на море, но вместо этого его назначили в Министерство внутренних дел.
В 1936 и 1937 годах служил на борту нового тяжелого крейсера «Адмирал Граф Шпее» в составе команды адмирала Бахена. Лангсдорф принял участие в немецкой поддержке националистического восстания во время гражданской войны в Испании. С 1 января 1937 года, Лангсдорф был повышен до капитана-цур-зее (1-го ранга). Он получил командование над крейсером «Адмирал Граф Шпее» в октябре 1938 года.
21 августа 1939 года «Адмирал Граф Шпее» покинул порт с приказом уничтожать вражеское торговое судоходство в Южной Атлантике после начала Второй мировой войны. За первые три недели войны, корабль скрывался в открытом океане к востоку от Бразилии, в то время как немецкое правительство определяло, насколько серьезно Британия принимала участие в войне. 20 сентября 1939 года, «Адмирал граф Шпее» вышел в море для выполнения приказов.
В течение следующих 10 недель, Ганс Лангсдорф был чрезвычайно успешен, потопив девять британских торговых судов, общим водоизмещением свыше 50 000 тонн. Лангсдорф придерживался Гаагской конвенции и избегал убийств пленных моряков, а его гуманное обращение к офицерам уничтоженных судов вызывало уважение.

## Битва у Ла-Платы
Неудачи начались, когда Лангсдорф утром 13 декабря 1939 года получил сообщение от дозорных о приближении британского крейсера и двух эсминцев. «Адмирал Граф Шпее» уменьшил скорость. После, когда Лангсдорф повёл свой корабль навстречу вражеским кораблям, стало очевидно, что эсминцы были на самом деле двумя лёгкими крейсерами («Аякс» и «Ахиллес») в дополнение к тяжёлому крейсеру «Эксетер». Морские аналитики утверждают, что Лангсдорф совершил тактическую ошибку. Его корабль имел огневое превосходство, 11-дюймовые (280-мм) орудия, над всеми своими противниками, имевшими: 8-дюймовые (203-мм) на «Эксетере» и «Аяксе», и 6-дюймовые (150-мм) на «Ахиллесе». «Эксетер» был сильно повреждён и вынужден был уйти в течение получаса после начала сражения. Но он послал 8-дюймовый снаряд в немецкий военный корабль, который выигрывал бой. Этот снаряд уничтожил паровые котлы, необходимые для работы водоотливной системы  судна. Лангсдорфу сообщили, что у него было 16 часов, пока могли работать паровые котлы, без надежды на замену или ремонт системы на море. Когда «Адмирал Граф Шпее» попал в зону огня вражеских крейсеров, по нему открыли огонь. Одновременно, немецкий и британский командоры решили прервать бой, и Лангсдорф взял курс к нейтральному порту Монтевидео в Уругвае, чтобы сделать ремонт.
Уругвайские власти не последовали международным договорам и, предоставили вместо обычных 72 часов 24 часа, необходимых, чтобы «Адмирал Граф Шпее» покинул порт до 20:00 17 декабря 1939 года, либо был интернирован на время войны. Лангсдорф послал запрос в Берлин, и было дано указание, что корабль не должен был быть интернирован в Уругвае (который имел хорошие отношения с Великобританией), и не должен попасть в руки врага, но не была дана директива о том, какие действия следует предпринять. Лангсдорф считал, что он может попытаться переправить судно в дружественный Буэнос-Айрес нейтральной Аргентины, хотя считалось, что канал не был достаточно глубок для корабля, он мог бы вывести корабль в море, чтобы сражаться с британскими кораблями снова (хотя британская пропаганда и пытается убедить людей, что крупные британские силы уже подстерегали его, но фактически они могли прибыть только в течение пяти дней), или он мог бы затопить корабль. Так, или иначе, после того, как была достигнута граница уругвайских территориальных вод, их остановили, экипаж был снят с крейсера аргентинскими баржами. Вскоре после этого были заложены заряды, и «Адмирал Граф Шпее» был взорван. Он осел в неглубокой воде (сегодня он лежит в грязи и иле на 7-8 метровой глубине, в зависимости от прилива).

## Самоубийство
Лангсдорф был доставлен в Морской отель в Буэнос-Айресе, где он писал письма своей семье и командованию.
Вот, что он написал 20 декабря 1939 года:

Теперь я могу доказать только своей смертью, что ради борьбы с врагами Третьего рейха, за честь флага я готов умереть. Я один несу ответственность за затопление карманного линкора «Адмирал Граф Шпее». Я счастлив заплатить своей жизнью за свою честь и за честь флага. Я встречусь лицом к лицу со своей смертью, с твердой верой в будущее нации и моего фюрера.
Он лёг, обернувшись во флаг крейсера «Адмирал Граф Шпее», и застрелился, предотвращая любые обвинения в том, что он избежал дальнейших действий из-за трусости. Другим мотивом было желание Лангсдорфа пойти на дно вместе с «Графом Шпее». Он говорил, что из-за действий команды, которые убедили его, что капитан по-прежнему необходим для получения амнистии для его команды. Однако судьба экипажа «Граф Шпее» была решена. Лангсдорф покончил с собой, завернувшись во флаг в качестве символического акта гибели вместе со своим кораблем.
Похоронен в немецкой секции кладбища Ла-Чакарита в Буэнос-Айресе, Аргентина, и был удостоен чести обеими сторонами за храбрость и отвагу в бою.